# GDDR4
GDDR4 SGRAM (четврта генерација синхроне графичке меморије насумичног приступа са двоструком брзином преноса података) је тип графичке меморије дефинисане од стране JEDEC стандарда полупроводничких меморија. Представља конкуренцију Рамбусовој XDR DRAM меморији. GDDR4 је базиран на DDR3 SDRAM технологији и служи као наследник DDR2-базиране GDDR3, али је убрзо у року од годину дана замењена од стране GDDR5.

## Историја
- 26. октобра 2005, Самсунг најављује развој 256-Mib GDDR4 меморија која ради на 2.5 Gbit/s. Самсунг је такође открио планове да крене са узорцима и масовном производњом GDDR4 SDRAM која ради на 2.8 Gbit/s по пину.

- 14. фебруара 2006, Самсунг најављује развој 32-битне 512-MiBit GDDR4 SDRAM способне за брзину трансфера од 3.2 Gbit/s по пину, или 12.8 GB/s по модулу.[3]

- 5. јула 2006, Самсунг најављује масовну производњу 32-битне 512-Mibit GDDR4 SDRAM која ради на 2.4 Gbit/s по пину, или 9.6 GB/s по модулу. Иако дизајнирана као конкурент XDR DRAM у класи меморије са пуно пинова, није могла достићи перформансе XDR-а код модела са малим бројем пинова.[4]

- 9. фебруара 2007, Самсунг најављује масовну производњу 32-битне 512-Mbit GDDR4 SDRAM, која ради на 2.8 Gbit/s по пину, или 11.2 GB/s по модулу. Овај модул ће бити доступан за најновију генерацију AMD картица.[5]

- 23. фебруара 2007, Самсунг најављује 32-битну 512-Mibit GDDR4 SDRAM која ради на 4.0 Gbit/s по пину или 16 GB/s по модулу и очекује да се меморија појави на комерцијално доступним графичким картицама до краја 2007.[6]

## Технологије
GDDR4 SDRAM са собом доноси инверзију магистрале података и and битове синхронизације ради смањења кашњења при преносу података. Предохват је повећан са 4 на 8 битова. Максимални број меморијских блокова код GDDR4 је повећан на 8. Да би се достигла иста пропусна моћ као код GDDR3 SDRAM меморија, GDDR4 језгро ради на половини перформанси GDDR3 језгра са истом бруто пропусном моћи. Волтажа језгра је смањена на 1.5 V.
Инверзија магистрале података захтева додатни active-low DBI# пин на адресној/командној магистрали и сваком бајту података. Ако имамо бар четири 0 битова у речи од једног бајта, бајт се инвертује и DBI# сигнал је на ниском нивоу. На овај начин, број 0 битова на нивоу свих 9 пинова је ограничен на 4. Ово смањује потрошњу струје и поскакивање уземљења.
На сигналном фронту, GDDR4 проширује улазно/излазни бафер на 8 битова по циклусу, омогућујући већу устаљену пропусну моћ током узастопних трансфера, али по цени значајно увећаних CAS (CL) кашњења, углавном одређених дупло смањеним бројем адресно/командних пинова и дупло споријим радним тактом DRAM ћелија, у поређењу са GDDR3. Број адресних пинова је дупло смањен у односу на GDDR3 језгро, и коришчени су и за напајање и уземљење, што такође повећава кашњење. Друга предност GDDR4 меморије је енергетска ефикасност: док ради на 2.4 Gbit/s, користи 45% мање енергије у поређењу са GDDR3 чиповима који раде на 2.0 Gbit/s.
У Самсунговој документацији GDDR4 SDRAM меморије, наводи се назив 'GDDR4 SGRAM', или 'четврта генерација синхроне графичке меморије насумичног приступа са двоструком брзином преноса података'. Међутим, основна особина уписа у блок није доступна, па није класификована као SGRAM.

## Усвојење
Меморија је постала доступна са ATI Radeon X1950 XTX, Radeon HD 2900 XT и 2600 XT графичким картицама. GDDR4 је требало да достигне брзине радног такта од 1.4 GHz (2.8 GBit/s). Међутим, Самсунг је имао намеру да повећа ефективни радни такт на чак 1.6 GHz (3.2 GBit/s, на вишим волтажама) и наводно је имплементирао ово унапређење у неке од Radeon HD 2900 XT картица.
Графичке картице које користе GDDR4 меморију се могу купити са радним тактом од око 1.0 GHz до 1.1 GHz. Самсунг је изјавио да ће имати меморије на 1.6 GHz спремне за тржиште већ у јулу 2006-е. NVIDIA је такође наводно имала планове да користи ту меморију на новијим ревизијама своје тренутне GeForce 8 серије чипова, али је на крају ипак користила GDDR3 у свим својим GeForce 8 картицама. Усвојење GDDR4 је било минимално у односу на GDDR3 која је и даље преовлађујућа у већини просечних графичких картица. Неки OEM произвођачи користе DDR3 уместо преласка на GDDR4 или 5.
Произвођач видео меморије Qimonda (претходно Infineon Memory Products дивизија) је изјавио да ће прескочити развој GDDR4, и директно прећи на GDDR5.